# 仮想地球

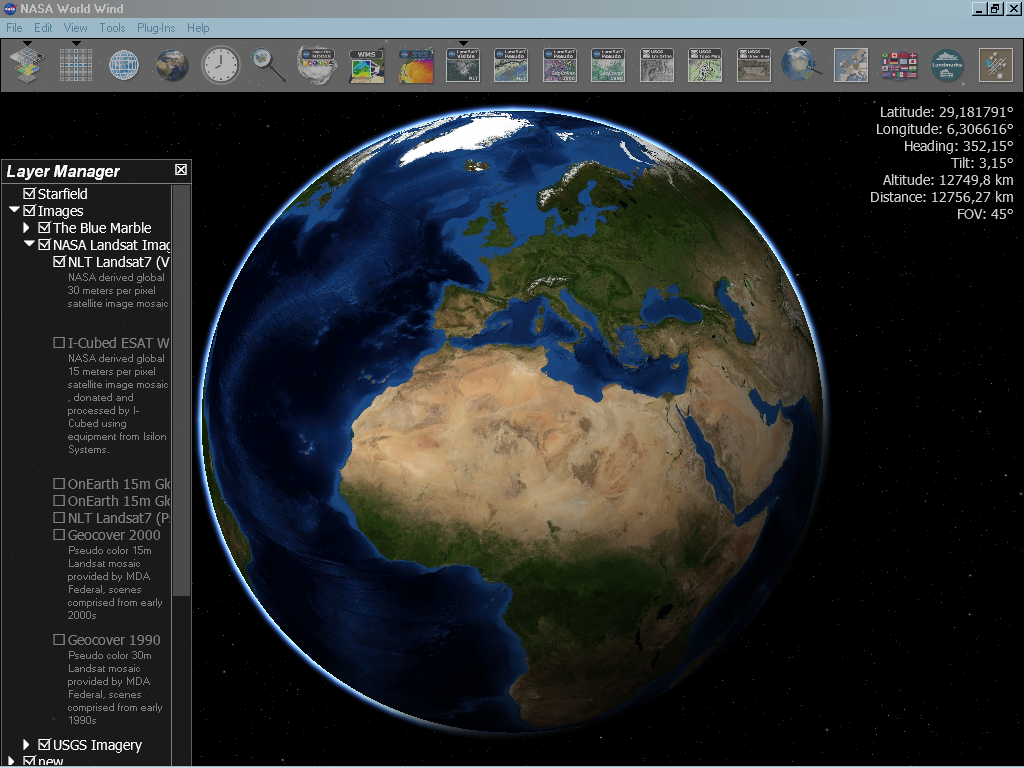
オープンソースのNASA World Wind

仮想地球（かそうちきゅう）は、地球の3次元コンピュータグラフィックスソフトウェアモデルである。
地表面上の移動や多様な視座からの表示機能があり、その中には道路や建築物などの人工物から、人口統計グラフなど抽象概念を描画したものまで含まれる。
1997年11月20日にマイクロソフトがオフライン百科事典のエンカルタ98にて発表し、オンラインでは2004年のNASA World Windと、2005年のGoogle Earthが有名である。

## 種類
主に学術研究やGPSデバイス接続による航法誘導に用いられており、デザインは用途に応じて大きく異なる。
地球の正確な描写を重視するプログラムは、多くの場合衛星画像サーバーを使用し回転や拡大、地平線傾斜機能が利用可能である。 
大抵の場合、空中写真の視座からは画像が不鮮明であることが多く、人工物を強調するために簡略化し、画像を重ね合わせる機能が含まれる。
その他の問題として、空港や軍事基地などの機密性の高い場所が閲覧できることから世界各国がセキュリティへの懸念を表明している。
単純化した地図表現を重視したプログラムは、描画処理が少なく高速で表示できることから開発初期から現在まで広く普及している。

### ソフトウェア
より高解像度の衛星画像や航空写真が無料で入手でき、最新のオンライン仮想地球の多くはこれらの画像を取得し表示している。また、ザ・ワールド・ファクトブックのようなパブリックドメインのオンラインデータベースが搭載されていることもある。
以下はその一部。
- ArcGIS:多くの地理情報システムファイルフォーマットに対応している。
- Bing Maps:三次元描画はInternet ExplorerとFirefoxのみ対応している。
- NASA World Wind:衛星画像や航空写真、アメリカ地質調査所の地形図が利用できるオープンソースソフトウェア。
- Google Earth:衛星画像や航空写真（DigitalGlobe提供による商用画像が含まれる）、世界の路線図などが利用できる。

## 歴史
仮想地球は、ニール・スティーヴンスンのSF小説 スノウ・クラッシュにより、広く知られるようになった。 作中のメタバースでは、Central Intelligence Corporationが、自社で開発したEarthと呼ばれるソフトウェアをユーザインタフェースとして利用し、地図、建物の見取り図、気象データ、衛星による常時監視から得られたデータなど、あらゆる地理空間データを追跡している。
コンピュータを使って離れた場所の物理的な環境を再現するという概念の先駆けとして、アスペン・ムービー・マップというハイパーメディアシステムが1978年にMITで発表され、仮想地球の概念に影響を与えた。
仮想地球の多くの機能は、バックミンスター・フラーによって考え出され、1962年、コンピュータによって様々なデータベースに接続した巨大な地球儀であるジオスコープにまとめられた。 世界の各地域における経済、地質、天然資源の活用などに関する特徴を表示する教育ツールとして使われることが考えられた。